# القراصنة وكنز الذهب
القراصنة وكنز الذهب فلم رسوم متحركة من إنتاج الآء للإنتاج الفني في عام 1995، من إنتاج أسامة خليفة وإخراج درويش ياسين. تم إنتاج الأصوت والدوبلاج والموسيقى في استوديوهات تاميدو للإنتاج والتوزيع بالقاهرة. مدة الفلم 80 دقيقة.

## القصة
يحكي عن البطل قبطان عمر حيث يُكلفه التاجر سليمان بمهمة نقل بضائع من صناديق الذهب بسرية تامة إلى جزيرة مرجان التي يمتلئ طريقها بالقراصنة ، تبدأ رحلة القبطان مع مساعده البحار رشيد ويكتشف الجميع في منتصف الرحلة تسلل الصبي بندق إلى السفينة وبعد أن أبدى للقبطان رغبته في أن يصبح بحاراً وهو يحتفظ بخنجر مزخرف أهداه والده المتوفى منذ عام فيسمح له القبطان عمر وفي الطريق تعترضه سفينة قراصنة والبقية تحتوي على أحداث مشوقة.